# 德拉甘·贾基奇
德拉甘·贾基奇（塞尔维亚语：／，1946年5月30日—）是塞尔维亚已退役足球运动员，司職左边锋。2003年11月，他被塞爾維亞和黑山足球總會评选为該國近50年来最杰出的球员。